# San Dionisio alle Quattro Fontane

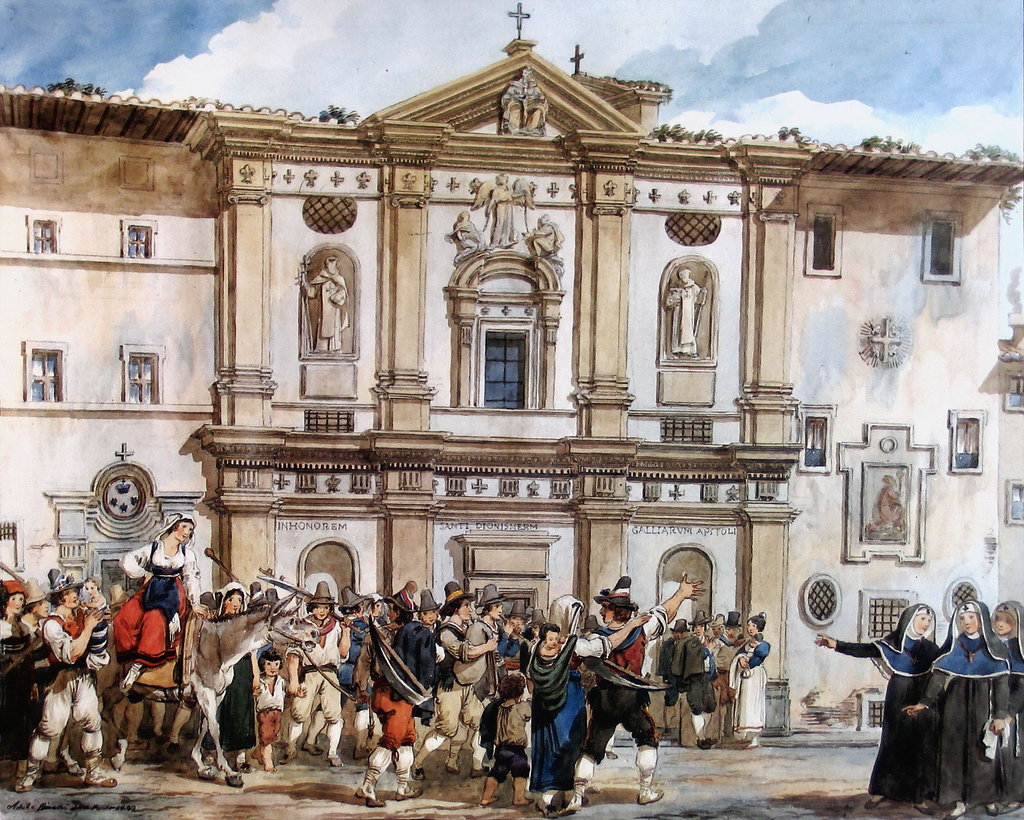
Aquarela de Achille Pinelli (antes de 1841).

San Dionisio all Quattro Fontane, também chamada de San Dionisio Areopagita, era uma igreja de Roma localizada na Via delle Quattro Fontante, no rione Monti. Era dedicada a São Dionísio Areopagita, um grego convertido ao cristianismo por São Paulo. 

## História
Em 1601, o papa Clemente VIII aprovou o ramo reformado da ordem dos trinitários de Jérôme Hélie, conhecido como Trinitaires Déchaussés en France ("Trinitários Descalços da França"). Em 1620, quando a Via delle Quattro Fontane ainda era conhecida como Via Felice, o cardeal Ottavio Bandini doou a Jérôme um edifício simples com um jardim no local para que ele o transformasse num convento da ordem. Nas imediações, Francesco Borromini projetou para os trinitários da Espanha a igreja de San Carlo alle Quattro Fontane, com sua belíssima fachada barroca. Para não ficaram atrás, os franceses contrataram Giovanni Antonio Maccito para reestruturar o oratório do convento em uma nova e imponente igreja.
A fachada, que, por causa da falta de dinheiro só foi construída no final do século XVII, tinha dois pisos separados por um friso com tríglifos, cruzes trinitárias e flores-de-lis. Em nichos no piso superior ficavam estátuas dos santos Félix de Valois e Jean de Matha, o fundador da Ordem da Santíssima Trindade. Entre elas, uma janela coroada por uma estátua de um anjo libertando dois escravos, uma referência à atividade principal da ordem na época: aquirir cristãos escravizados por muçulmanos durante as Cruzadas. O frontão triangular da fachada apresentava uma cena da Crucificação. O pequeno campanário tinha dois relógios.
A planta da igreja era em cruz latina com uma cúpula no cruzamento da nave com o transepto. A abside era decorada com afrescos de Carlo Cesi, o mesmo autor das pinturas do altar-mor: "Santíssima Trindade, Imaculada Conceição e São Dionísio". Esta pintura hoje está na Villa Medici. A pintura no braço direito do transepto era de Luis David (1648-1728), "São Luís da França e São Dionísio adorando a Eucaristia". No braço esquerdo ficava uma pintura de Nossa Senhora dos Remédios. Além disto, a igreja abrigava ainda uma pintura do "Ecce Homo", de Luca Giordano, e o sepulcro familiar da família Valadier, obra de Luigi Valadier. 
Todo o mosteiro foi fechado durante a ocupação francesa de Roma no final do século XVIII e acabou entregue, em 1815, às irmãs apostólicas de São Basílio (em italiano:  Suore Apostoline), que estabeleceram ali um colégio interno. No final do século XIX, a igreja sobreviveu às modificações na vizinhança que levaram, por exemplo, à demolição da igreja de San Caio a Termini e seu mosteiro anexo, ambos demolidos entre 1937 e 1938 para permitir a construção do Istituto Bancario Italiano.